# Маркус Вілліг
Маркус Вілліг (нар. 17 грудня 1993) — естонський підприємець, засновник і генеральний директор Bolt Technology OÜ. У 2019 році у 25-річному віці став наймолодшим в Європі засновником мільярдної компанії (єдинорога).